# 卡尼亞斯戈達斯
卡尼亞斯戈達斯是哥倫比亞的城鎮，位於該國北部，由安蒂奧基亞省負責管轄，距離首府麥德林144公里，始建於1782年，面積391平方公里，海拔高度1,300米，2002年人口22,408。
6°44′59″N 76°01′33″W / 6.74972°N 76.02583°W